# Carl Mayet
Carl (Karl) Mayet (18 de maio de 1810 — 11 de agosto de 1868) foi um jogador de xadrez da Alemanha conhecido por ter sido co-fundador do grupo Plêiades de Berlim. Em 1839, derrotou Jozsef Szen em um match e em 1845 empatou com Augustus Mongredien por (+3-3). Participou do Torneio de xadrez de Londres de 1851 sendo eliminado na primeira rodada ao perder para Hugh Alexander Kennedy. Em 1853, ficou em terceiro lugar no primeiro Campeonato da Cidade de Berlim, atrás de Jean Dufresne e Max Lange. Em 1853 perdeu um match para Dufresne, em 1855 para Adolf Anderssen e em 1866 para Gustav Neumann.